# Vilém Nezbeda
Vilém Nezbeda (8. března 1912, Šumperk ‒ 13. listopadu 2004, Praha) byl pedagog, básník, překladatel, archivář, sportovec, onomastik a regionální badatel.

## Život
Po absolvování reálného gymnázia v Šumperku (1930) působil jako učitel v Horní Olešné a při zaměstnání složil doplňovací maturitu (1931) na učitelském ústavu v Olomouci. V r. 1934 v Praze složil zkoušky pro matematicko-technické obory a německý jazyk. Mezi lety 1931‒1935 učil v Šumperku a ve Štítech, načež nastoupil do Olomouce na dvouletou vojenskou službu. V roce 1937 se stal odborným učitelem v Moravské Třebové. Ve 30. letech vydal tiskem několik sbírek vlastních básní a drobné prózy, poezii (zejména srbskou a chorvatskou) také překládal. Podílel se na různých kulturně-společenských aktivitách (člen olomoucké Družiny literární a umělecké, režisér ochotnického divadla, člen Klubu překladatelů) a přednáškové činnosti.
Po obsazení Sudet se přestěhoval do Chocně, kde byl mezi lety 1938‒1942 učitelem na měšťanské škole. Mezi lety 1939‒1942 byl redaktorem přílohy Mladý čtenář časopisu Od Trstenické stezky. Do roku 1945 byl zaměstnancem Zemské školní rady v Praze, po skončení války dva roky na ministerstvu sociální péče, kde se v rámci tzv. dvouletky organizačně věnoval obnově českého školství. V období 1947‒1972 (s přestávkou let 1967‒1970, kdy byl zaměstnancem ONV v Ústí nad Orlicí jako inspektor kultury) opět učil v Chocni. Již v době okupace se kromě překladů (některé z nich vyšly pod pseudonymem Zenit) věnoval publikační činnosti v oblasti sportu a sám byl aktivním sportovcem. Zalíbení našel zejména v kopané, v níž působil jako ligový rozhodčí. Ve 40. a 50. letech přispíval svými fejetony do sportovních časopisů.
Vedle pedagogického působení byl mezi lety 1946‒1960 správcem městského archivu v Chocni. Jeho zájem o regionální historii jej v šedesátých letech přivedl k redakci časopisu Listy Orlického muzea, který založil a v němž také publikoval. Redaktorskou práci vykonával po celé období existence tohoto čtvrtletníku, jehož vydavatelem bylo mezi lety 1966‒1971 Orlické muzeum v Chocni. Vydávání časopisu zaměřeného na přírodu a dějiny Choceňska, Vysokomýtska a jižního Podorlicka, bylo zastaveno rozhodnutím odboru kultury KNV v Hradci Králové v době počínající normalizace. Řada regionálních studií Viléma Nezbedy byla poté otiskována v Choceňském zpravodaji. Do počátku 70. let stihl připravit k vydání také několik monografických prací v nově založené Knižnici Orlického muzea. V souvislosti s politickými represemi po potlačení tzv. pražského jara byl zbaven možnosti pedagogického působení a nastoupil jako odborný pracovník do onomastického oddělení Ústavu pro jazyk český Československé akademie věd, kde pracoval mezi lety 1973‒1982. Kromě organizační práce na soupisu pomístních jmen z území Čech byl pověřen vydáváním a distribucí časopisu Zpravodaj Místopisné komise ČSAV a sborníku Onomastické práce.

### Výběrová bibliografie Viléma Nezbedy

#### Poezie a próza
- Pokušení satanovo. Šumperk 1931
- Večery pousmání. Brno 1932
- Aresjön. Potpourri z deníku. Šumperk 1932 (deníkový záznam cesty do Norska a Švédska)
- Zaváté výpravy. Básně z let 1931‒1932. Brno 1933
- Tiché melodie. Olomouc 1934
- Ocúny mládí. Poezie. Olomouc 1936
- Psáno pod čarou. Výbor českých feuilletonů. Praha 1946
- Fotbalové epištoly. Úvahy a postřehy. Pardubice 1947

#### Překlady
- KRKLEC, Gustav. Výbor básní. Zábřeh 1935
- Z básní Jovana Dučiće. Šumperk 1935
- Z básní Vladimira Nazora. Šumperk 1935
- KRLEŽA, Miroslav. Výbor z básní. Šumperk 1937
- NAZOR. Vladimir. Šarko. Co pes vyprávěl. Praha 1942
- STORM, Theodor. Pavel loutkář. Praha 1942
- GOLDBACH, Otto. Gunnar, polární pes, a jiné dobrodružné příběhy. Praha 1944
- ZIMMER, Laura. Chci být letcem. Praha 1944

#### Odborné práce
- In memoriam Jana Kranicha. Uspořádal Vilém Nezbeda. Brno 1935.
- 40 let městského archivu v Chocni. 1918‒1958. Choceň 1958.
- 50 let choceňské kopané. 1912‒1962. Choceň 1962.
- Z historie choceňského rybářství a rybníkářství. K 75. výročí založení organizace v Chocni. 1888‒1963. Choceň 1963.
- Bibliografie Choceňska s tematickým soupisem nejdůležitějších článků a statí. Choceň 1964.
- Z dob choceňských hrdelních soudů. Choceň 1965.
- Poznámky o robotě a společenské diferenciaci na choceňském panství. In: Listy Orlického muzea 2 (1967), č. 1‒2, 99‒127.
- O nouzových platidlech v Chocni. In: Listy Orlického muzea 2 (1967), č. 3‒4, 289‒290.
- Tělovýchova a sport v Chocni 1870‒1970. Kapitoly z historie stoletého vývoje. Choceň 1970 (Knižnice Orlického muzea, sv. 11).
- NEZBEDA, Vilém ‒ ŠŮLA, Jaroslav (red.). Kunvaldská kronika Antonína Kodytka 1740‒1786. Choceň 1970 (Knižnice Orlického muzea v Chocni, sv. 8).
- O jménech choceňských osedlých v 16. století. In: Listy Orlického muzea 6 (1971), č. 2, 73‒82.
- Východní Čechy stopami odboje. Praha 1974.
- Z historie choceňské knihovny a čítárny. 1907‒1987. Choceň 1987.
- Choceňské „Polsko“. Kronika barákové kolonie z první světové války. Choceň 1990.